# 红石林业局
红石林业局是一个位于中华人民共和国吉林省桦甸市的类似乡级单位，亦是中国吉林森林工业集团所属的一个林业局。
红石林业局位于桦甸市、靖宇县境内，始建于1973年。总经营面积29.94万公顷，有林地面积27.59万公顷，森林覆盖率92.16%。

## 行政区划
红石林业局下辖以下单位：
黄泥河林场、批洲林场、东兴林场、二道沟林场、帽山林场、白山林场、板庙子林场、红石林场、老金厂经营所、二道甸子经营所、梨树经营所、桦树经营所、白山湖经营所、东兴苗圃、红石国家森林公园。